# Sardopaladilhia subdistorta
Sardopaladilhia subdistorta is een slakkensoort uit de familie van de Hydrobiidae. De wetenschappelijke naam van de soort is voor het eerst geldig gepubliceerd in 2003 door Rolán & Martínez-Ortí.